# Razred korvet Flower
Korvete razreda Flower so bile za današnje pojme počasna in lahko oborožena plovila, namenjena protipodmorniškemu delovanju med 2. svetovno vojno, četudi je veliko kanadskih korvet razreda Flower bilo prilagojenih tudi polaganju min in so nekatere imele tudi lahko protiletalsko oborožitev.

## Oblikovanje in gradnja
Oblika korvet razreda Flower izvira iz zasnove kitolovke Southern Pride britanske ladjedelnice Smiths Dock Company, zato so jih lahko gradili tudi v manjših ladjedelnicah, z navozi, kjer so pred vojno gradili predvsem kitolovke.

## Zgodovina
Korvete razreda Flower in tudi razreda Izboljšani Flower, so bile prvotno namenjene obalni zaščiti konvojev, četudi so jih kaj kmalu namenili za spremstvo trgovskih ladij po oceanih. Bile so osnovna zaščita konvojev, dokler niso morali zaradi vse hitrejših podmornic graditi večja in hitrejša plovila -  fregate. Enostavna zasnova korvet je omogočala uporabo enakih delov kot za trgovske ladje - zato so jih lahko izdelovali v majhnih komercialnih ladjedelnicah v Veliki Britaniji ter ob vzhodni obali Kanade. Poleg tega je gradnja v komercialnih ladjedelnicah pomenila veliko rezervo v prostovoljnih delavcih, ki jih je bilo možno hitreje priučiti novih delovnih operacij. 
V Veliki Britaniji je bilo od leta 1939 zgrajenih 145 korvet razreda Flower, veliko število (okoli 120) pa jih je bilo zgrajenih v kanadskih ladjedelnicah.